# 金子建設 (福島県)
金子建設株式会社（かねこけんせつ）は、福島県大沼郡昭和村に本社を置く企業である。

## 概説
本業である建設業のほかに、関連事業として貸切バス・路線バス事業も行っている。社団法人日本バス協会の会員にはなっていない。

## 事業所
- 本社
  - 968-0212 福島県大沼郡昭和村大字喰丸字松木平727
- 若松支店
  - 965-0077 福島県会津若松市高野町大字上高野村前65

## 沿革
- 2002年（平成14年） - 会津バス路線廃止により、貸切バスの免許により廃止代替バスの運行を開始する。
- 2008年（平成20年）4月23日 - 乗合免許を取得[1]、同時に一般路線へ変更。

## バス事業

### 概説
副業として「金子観光バス」の名称により貸切バス事業を行っていたが、2002年の会津乗合自動車（会津バス）が会津田島駅から昭和村を結ぶ路線から撤退することになり、道路運送法第21条の除外規定を適用した、貸切免許による廃止代替バスの運行を開始した。
その後、2006年に道路運送法が改正されたことから、2008年4月に路線バス事業の許可を受け、正式に路線バスとしての運行を開始した。

### 運行路線

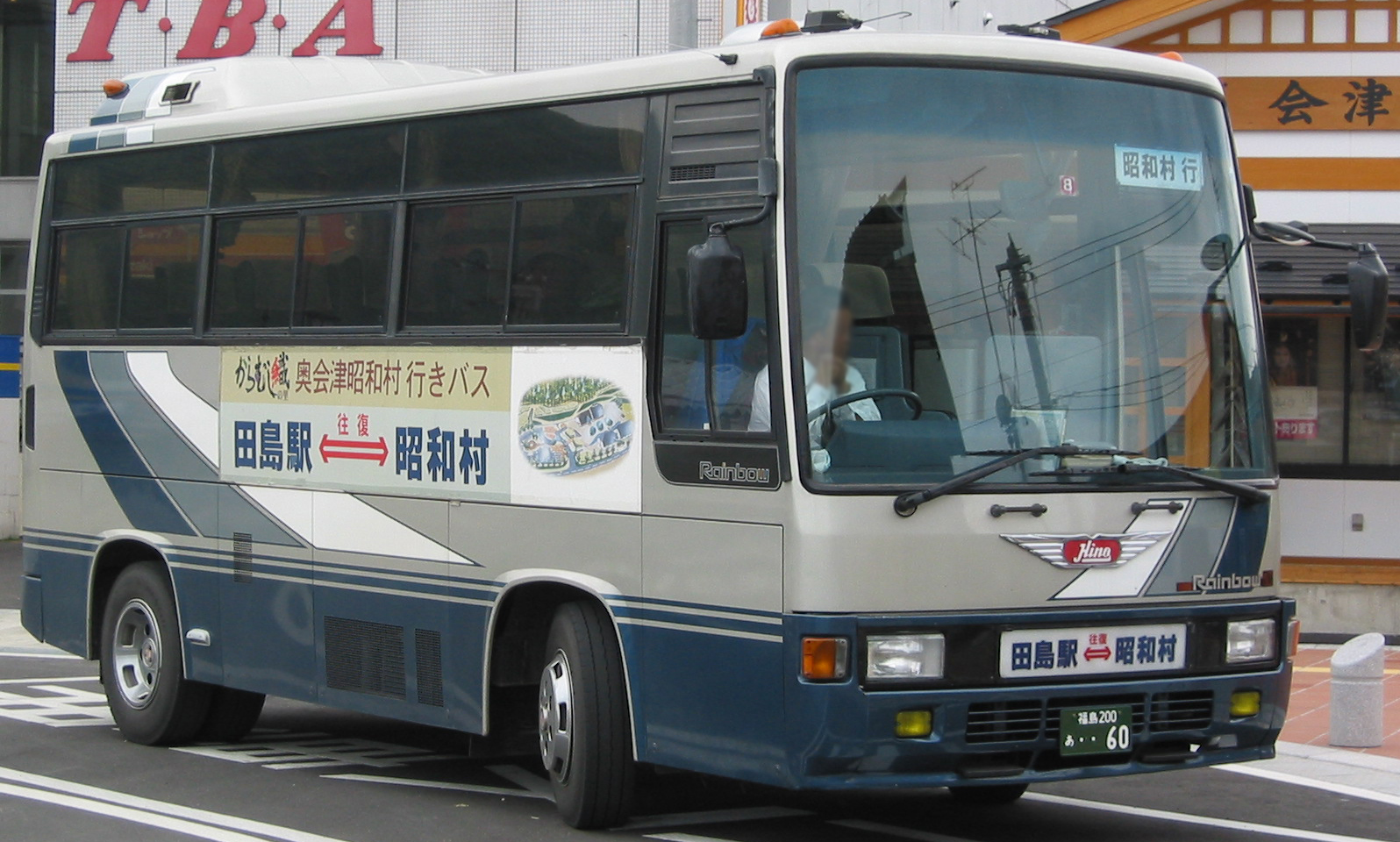
路線バスの車両

- 会津田島駅 - 県立南会津病院 - 昭和温泉 - 松山(35.0km)
冬季（11月から翌年4月）までは、積雪のため道路が通行不能となるため運休する。